# Корт Аделер
Корт Аделер (16. децембар 1622 — 5. новембар 1675) био је адмирал, пореклом Норвежанин.
Као дечак, ступио је у холандску, а 1642. године у млетачку морнарицу, где је служио под именом Аделборст Курцио Сифридо. Истакао се у многим биткама Кандијског рата (1645—1669). У бици код Дарданела (13/14. мај 1654), при веома неповољном односу снага (око 1:5) потопио је 15 турских галија и заузео острво Тенедос. На позив данског краља Фридриха III прешао је 1672. године у данску службу као командант ратне морнарице и добио почасни назив Аделер.